# 캐나다 국방부
캐나다 국방부(영어: Department of National Defence, 프랑스어: Ministère de la Défense nationale, DND)는 캐나다군이 대내외적으로 캐나다의 국익을 수호하는 역할을 할 수 있도록 지원하는 캐나다 정부의 부서이다. 국방부는 민간단체로서 공익사업의 일환이며 군을 지원하는 조직이지만, 민간단체는 군 자체가 아닌 별개의 조직이다. 캐나다 국방부는 예산 측면에서 캐나다 정부의 가장 큰 부서이며, 건물 수가 가장 많은 부서이다.
캐나다 국방부의 국방부 장관은 2024년 2월 현재 빌 블레어다. 국방부의 가장 고위 공무원인 국방부 차관은 국방부의 일일 지휘 임무와 운영을 담당하며 국방부 장관에게 직접 보고한다. 국방부는 국방 포트폴리오 내에서 장관의 업무 수행을 돕기 위해 존재하며 캐나다군을 위한 민간 지원 서비스를 제공한다. 국가방위법에 따라, 캐나다군은 캐나다 국방부에 소속되지 않는 별개의 조직이다.

## 역사

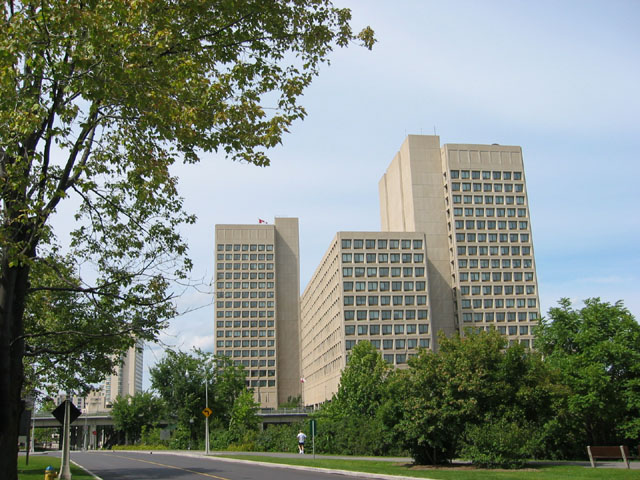
캐나다 온타리오주 오타와에 있는 옛 캐나다 국방부 본부

캐나다 국방부는 국가방위법에 의해 설립되었으며, 민병대 및 방위부, 해군부, 항공국을 통합하였다. 1922년 6월 28일 캐나다 의회는 국가방위법을 통과시켰다.

## 국방 포트폴리오
국방부의 역할 중 하나는 '국방 포트폴리오'의 행정에서 국방부 장관을 지원하는 것인데, 이는 캐나다군, 통신보안청, 국방연구개발부, 국방부로 구성된다. 이들 조직은 국방부 장관이 지휘한다. 국방부 장관은 이들 조직 자체에 지휘권이 있는 것이 아니며, 조직들 역시 국방 포트폴리오 내에서 장관의 직무를 수행하는 데 있어 장관을 지원하기 위해 존재한다.

## 참고

### 내용주
1. ↑  2015년 기준 6,806개이다.[4]